# کاونگو

کاونگو شهری در شهرستان توئسه در استان بازگا در بورکینافاسوی مرکزی است و جمعیت آن ۵۱۴ نفر است.